# Факултет за спорт Универзитета Унион — Никола Тесла
Факултет за спорт је високошколска установа у Београду која са својством правног лица послује у склопу Универзитета Унион — Никола Тесла. Једини је факултет у Србији чија је матична делатност искључиво спорт.

## Историја
Трендови развоја спорта и неопходност образовања спортских стручњака, као и интереси националног спорта, наметнули су потребу за оснивањем Факултета за спорт у Београду, који има за циљ успостављање високих стручних, научних и педагошких, а тиме и академских стандарда, усаглашених са развијеним високошколским системима Европе и Болоњском декларацијом, истовремено негујући најбоље особине традиционалног образовног система Србије.
Факултет за спорт у Београду, као нова установа из области високог образовања и једина чија је матична област исклјучиво спорт, основан је приватним капиталом, поседује дозволу за рад бр. 612-00-01629/2019-06 од 11. октобра 2019. године издату од Министарства просвете, науке и технолошког развоја, регистрован је код Привредног суда у Београду решењем бр. 1 Фи 324/2012 од 11. септембра 2012. године. Факултет послује, са својством правног лица, у оквиру интегрисаног Универзитета Унион — Никола Тесла из Београда.